# 一幡
一幡（いちまん、建久9年（1198年） - 建仁3年9月2日（1203年10月8日）または11月3日（12月7日））は、鎌倉幕府第2代征夷大将軍、源頼家の長男。母は頼家の妾で比企能員の娘・若狭局。公暁は異母弟または同母弟、栄実、禅暁は異母弟、竹御所は異母妹または同母妹と考えられている。

## 生涯
初代将軍源頼朝の嫡男頼家の長子として誕生。初孫誕生の翌年、祖父頼朝が死去し父頼家が家督を相続した。一幡が6歳となった建仁3年（1203年）7月に頼家が重病となり、危篤状態に陥ると家督相続を巡って一幡の母の実家比企氏と、頼家の母方の外戚北条氏が対立し、比企能員の変が起こる。
鎌倉幕府編纂書である『吾妻鏡』では、家督相続は一幡に関東28ヶ国の守護・地頭職を譲り、時政が後ろ盾となっている千幡に関西38ヶ国の守護・地頭職が譲るとする決定に比企能員が反発し、頼家に讒言して時政と千幡の討伐を計った。時政が先手を打って能員を殺害し、一幡の住む小御所を襲撃して比企一族を滅ぼしたとしている。一幡と若狭局も、その時に一族と共に焼死したという。事件が起こった年の『吾妻鏡』正月2日条には、一幡が鶴岡八幡宮に参拝した際、巫女が神懸かり「今年中に関東に大事が起ころう。若君（一幡）が家督を継ぐ事はない。崖上の樹の根はすでに枯れている。人々はそれを知らずして梢の緑を頼みとしているのだ」と叫んだ、と一幡の死を暗示的に書いている。
『愚管抄』によると、重病に陥った頼家は8月30日に家督をすべて一幡に譲ろうとしたが、それで一幡の外祖父比企能員に権勢を握られることを恐れた北条時政が、9月2日に能員を呼び出して謀殺し、頼家の弟で一幡の叔父である千幡を次期将軍に立てるべく都へ使者を送り、その間に比企一族は北条氏一派の率いる大軍に攻められて尽く滅ぼされる。一幡は軍勢が押し寄せる前に母が抱いて逃げ延びたが、11月3日に北条義時が差し向けた被官の藤馬（『鎌倉年代記裏書』では藤右馬允）に捕らえられ、刺し殺されて埋められたという。
享年6。頼家の子女の中で最初の死亡者である。現在、能員邸のあった場所には妙本寺が建ち、その中に比企一族の墓、一幡の振袖塚、若狭局の蛇苦止堂がある。